# Крсташки ратови против Османлија
Крсташки ратови против Османлија (1389—1464), водили су се да би се балканске земаље ослободиле од турске власти. Пошто 1. поход, Никопољски поход није био ефикасан уместо једног спроведено је још 4 похода:
- Варнински крсташки рат
- Косовски крсташки рат
- Крсташки рат 1456
- Поход против Турака у Отранту и Босни

Сви ови походи десили су се после Хуситих крсташких ратова, у Чешкој на северу, а да се Хуситски ратови нису догодили, крсташки походи против Османлија би се изводили раније и можда би били успешнији.

## Битке крсташких ратова против Османлија
Битке крсташких ратова против Османлија су:
- Битка код Никопоља, 25. септембра 1396. године. Победа Турака. Била је део Никопољског крсташког рата.
- Пад Раба 1408. године, када је угарски краљ Жигмунд Луксембуршки окренуо Крсташе против дужда Микела Стеноа (1400—1413) и над Млечанима однео победу.
- Угарски продор у Србију у јесен 1441. године. Победа Крсташа. Био је део Варнинског крсташког рата.
- Битка код Ердеља, у марту 1442. године. Победа Крсташа. Била је део Варнинског крсташког рата.
- Битка на Јелосинци, у септембру 1442. године. Победа Крсташа. Била је део Варнинског крсташког рата.
- Битка код Алексинца, 3. новембра 1443. године. Победа Крсташа. Била је део Варнинског крсташког рата.
- Битка код Ниша 8. новембра 1443. године. Победа Крсташа. Била је део Варнинског крсташког рата.
- Пад Софије почетком децембра 1443. године. Победа Крсташа. Била је део Варнинског крсташког рата.
- Битка код Варне, 10. октобра 1444. године. Победа Турака. Била је део Варнинског крсташког рата.
- Угарска пљачка Србије 1448. године. Победа Крсташа. Била је део Косовског крсташког рата.
- Друга косовска битка, 17.-20. октобра 1448. године. Победа Турака. Била је део Косовског крсташког рата.
- Опсада Смедерева 1456. године. Победа Крсташа. Била је део Крсташког рата 1456. године.
- Опсада Београда 4—22. јула 1456. године. Победа Крсташа. Била је део Крсташког рата 1456. године.

## Крсташке државе
Ипак крсташи су основали крсташке државе:
- Јајачку бановину
- Сребреничку бановину
- Сењску капетанију
- Шабачку бановину

## Крсташки витешки редови
У крсташким ратовима против Османлија постојао је само један витешки ред:
- Витешки ред Змаја (Змајевски ред)

## Узрок
У јулу 1393. године пало је Трново и срушено је Јужно Бугарско царство. Бугарски цар Јован Шишман, био је заробљен и у заробљеништву је умро. Султан Бајазит I покоривши Јужну Бугарску, умешао се у влашке односе и помогао влашким бољарима да збаце свог војводу Мирчу. Мирча је одмах потом побегао краљу Жигмунду, да му овај помогне. Краљ Жигмунд Луксембуршки је то оберучке прихватио, јер му је било стало да заштити и очува Угарску. Кад је Бајазит I чуо за то, дошао је са својом армијом из Сера у Бугарску, са својим вазалима Марком Мрњавчевићем, Константин-бегом Дејановићем и Стефаном Лазаревићем. Те две војске су се сусреле 17. маја на Ровинама, код Арада, у данашњој Румунији. Турци су овог пута били катастрофално поражени, а у бици су погинули и Марко Краљевић и Константин. Тај турски пораз пробудио је велике наде међу хришћанима, а Жигмунд је почео да скупља крсташе и ствара хришћанску лигу.

## Галерија вођа војски у крсташким ратовима против Османлија
- Јован II Неустрашиви
- Сигисмунд Луксембуршки
- Јанош Хуњади
- Матија Корвин (миленијумски споменик)
- Влад III Цепеш
- Свети Јован Капистран
- Ђурађ Бранковић
- Мирча Старији
- Владислав III Јагело
- Султан Бајазит I
- Марко Мрљавчевић
- Стефан Лазаревић
- Султан Мурат II
- Мехмед II Освајач
- Жан Ле Мангр
- Грб Ингелема де Кусија
- Жан де Вијене
- Кардинал Јулијан Ћезарини. Сликарство на универзитету у Болоњи.
- Улрих III Цељски
- Скендер-бег Кастариоте